# Super Street Fighter II
Super Street Fighter II The New Challengers es una extensión del videojuego para arcade Street Fighter II, salió en septiembre de 1993, le sigue inmediatamente después de Street Fighter II Turbo.
A diferencia de las versiones Champion Edition y Turbo, está revisión sí posee cambio sustanciales. El más notable es la inclusión de cuatro personajes nuevos con escenarios y finales propios:

## Personajes

### Provenientes de Street Fighter II
| Japón                                 | Ryu      |
| Estados Unidos                        | Ken      |
| China                                 | Chun-Li  |
| Estados Unidos                        | Guile    |
| Brasil                                | Blanka   |
| Japón                                 | E. Honda |
| Rusia (Ahora) Unión Soviética (Antes) | Zangief  |
| India                                 | Dhalsim  |

### Jefes
| Estados Unidos | Balrog (M. Bison en Japón)                       |
| España | Vega (Balrog en Japón)                           |
| Tailandia | Sagat                                            |
| Nacionalidad desconocida. En Street Fighter IV, su nacionalidad es Shadaloo (Organización criminal ficticia mencionada en la Saga) | M. Bison (Vega en Japón) Jefe Principal y Final. |

#### Características de los nuevos personajes
- Cammy - Agente de Delta Red de Inglaterra y además, estaba siendo controlada por M.Bison, es la segunda mujer en aparecer en Street Fighter.
- Dee Jay - Es un músico Jamaicano y luchador que usa técnicas de Kickboxing y que quiere ganar el torneo y así publicitar su música.
- Fei Long - Es un actor de películas de artes marciales de Hong Kong, usa técnicas de Kung Fu, basado en Bruce Lee. (incluso su aspecto recuerda a él)
- Thunder Hawk - Es un indígena mexicano, que busca vengarse de M. Bison, quien destruyó su pueblo y asesinó a miembros de su tribu.

## Novedades
- Cambios de elementos en los escenarios antiguos, cuatro escenarios nuevos.
- Cambios de voces, un nuevo narrador ahora nombra a los personajes como en Mortal Kombat, es el primer juego de Capcom que utiliza el sonido envolvente QSound.
- Ahora se incluye un nuevo marcador de tiempo y el cual se puede guardar en los récord y no solo la puntuación. Hay un marcador que aparece en la pantalla en pleno combate que indica el número de golpes consecutivos conectados al oponente (combo).
- Nueva pantalla de presentación, se sustituye la introducción de los anteriores Street Fighter II y es reemplazada por Ryu en primer plano realizando diferentes fintas y en sucesión con otros personajes del juego.
- Los personajes fueron retocados con nuevas animaciones y ahora se puede elegir entre ocho colores diferentes para cada uno.
- Se intentó equilibrar más a los personajes y se pusieron más diferencias a los movimientos de Ryu y Ken.
- Nuevos movimientos de Blanka, Ryu, Balrog, Vega, Zangief y mejoramiento de la bola Kikoken de Chun-Li.
- Historia y finales propios de los villanos o jefes finales.

## Conversiones
Esta versión de Street Fighter II fue más difícil de trasladar para Capcom a las consolas domésticas de 16 bits. Super Nintendo y Mega Drive tenían prestaciones técnicas inferiores a la placa de recreativa CPS-2, donde funciona el juego en su versión original. Esto es evidente en los gráficos, de calidad inferior a la de las anteriores conversiones de Street Fighter II [cita requerida] para esas mismas consolas y en el sonido, con el QSound no siendo trasladado a estos sistemas a pesar de la capacidad de memoria de sus cartuchos (32 megabits en SNES y 40 en Mega Drive), considerable en aquel momento.
Las consolas de la siguiente generación (también llamada de 32 bits ó 5ª generación), Saturn y PlayStation, contaban con un hardware más potente y gran espacio de almacenamiento en CD, por lo que recibieron conversiones casi idénticas al juego arcade (aunque con tiempos de carga) en el recopilatorio Street Fighter Collection.
- Datos: Q2913706